# Bulbophyllum ambatoavense
Bulbophyllum ambatoavense é uma espécie de orquídea (família Orchidaceae) pertencente ao gênero Bulbophyllum. Foi descrita por Jean Marie Bosser em 2004.